# Силва, Антонио Эванил да
Анто́нио Эванил да Силва (порт.-браз. Antônio Evanil da Silva; 27 января 1935, Куатис — 5 декабря 2019, Порту-Реал), более известный как Коронел (порт. Coronel) — бразильский футболист, левый защитник.

## Карьера
Коронел начал карьеру в клубе «Васко да Гама» в 1955 году. Он выступал там 10 лет, выиграв два чемпионата штата Рио-де-Жанейро и турнир Рио-Сан-Паулу, будучи одним из самых сильных левых защитников страны. Позже он говорил: «Футбол — это не только деньги…Футбол — это любовь, такая, как у меня к „Васко да Гаме“».
Затем он играл за клубы «Тупи», «Наутико Ресифи», «Ферровиария» (Араракуара), «Насьонал» (Сан-Паулу) и колумбийский «Унион».

## Карьера в сборной
В состав сборной Бразилии Коронел попал в 1959 году, поехав на чемпионат Южной Америки. В первой же игре, 10 марта с Перу, основной левый защитник национальной команды, Нилтон Сантос, получил травму, что дало Коронелу шанс. Он по ходу игры заменил Нилтона, а затем провёл все оставшиеся встречи. На турнире бразильцы заняли второе место.
В том же году он играл в Кубке О’Хиггинса, где провёл обе встречи. Бразилия дважды обыграла Чили и завоевала трофей. Последний матч на турнире, 20 сентября, стал последним для футболиста в составе сборной. Он проиграл конкуренцию Алтаиру и Рилдо.

## Достижения
- Чемпион штата Рио-де-Жанейро: 1956, 1958
- Победитель турнира Рио-Сан-Паулу: 1958
- Обладатель Кубка О’Хиггинса: 1959